# Risque aviaire

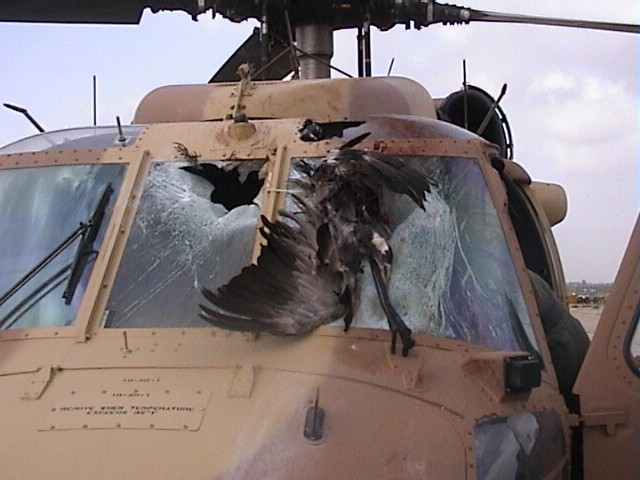
Un UH-60 Black Hawk ayant percuté une grue.

Le risque aviaire (en anglais : « Bird [strike] hazard ») désigne en aéronautique le risque de collision entre des oiseaux et les aéronefs. Ces chocs, presque toujours fatals pour les oiseaux, peuvent également être dangereux pour les aéronefs, et provoquer des accidents aériens. Il est à noter que les termes « péril aviaire » et même « péril animalier » (en anglais : « Wildlife strike hazard ») sont également utilisés pour décrire ce problème qui touche tous les domaines de l'aéronautique.
Le risque d'un accident fatal pour un appareil commercial est relativement bas : il devient une certitude statistique au bout d'un milliard d'heures de vol. 65 % des collisions avec un oiseau causent peu ou pas de dégâts aux appareils. Les accidents sérieux se produisent lorsque l'oiseau percute le pare-brise ou est aspiré par les réacteurs. Ce type de collisions avec des avions civils génère chaque année dans le monde des coûts estimés, en 2000, à 1,2 milliard de dollars.

## Collisions et conséquences

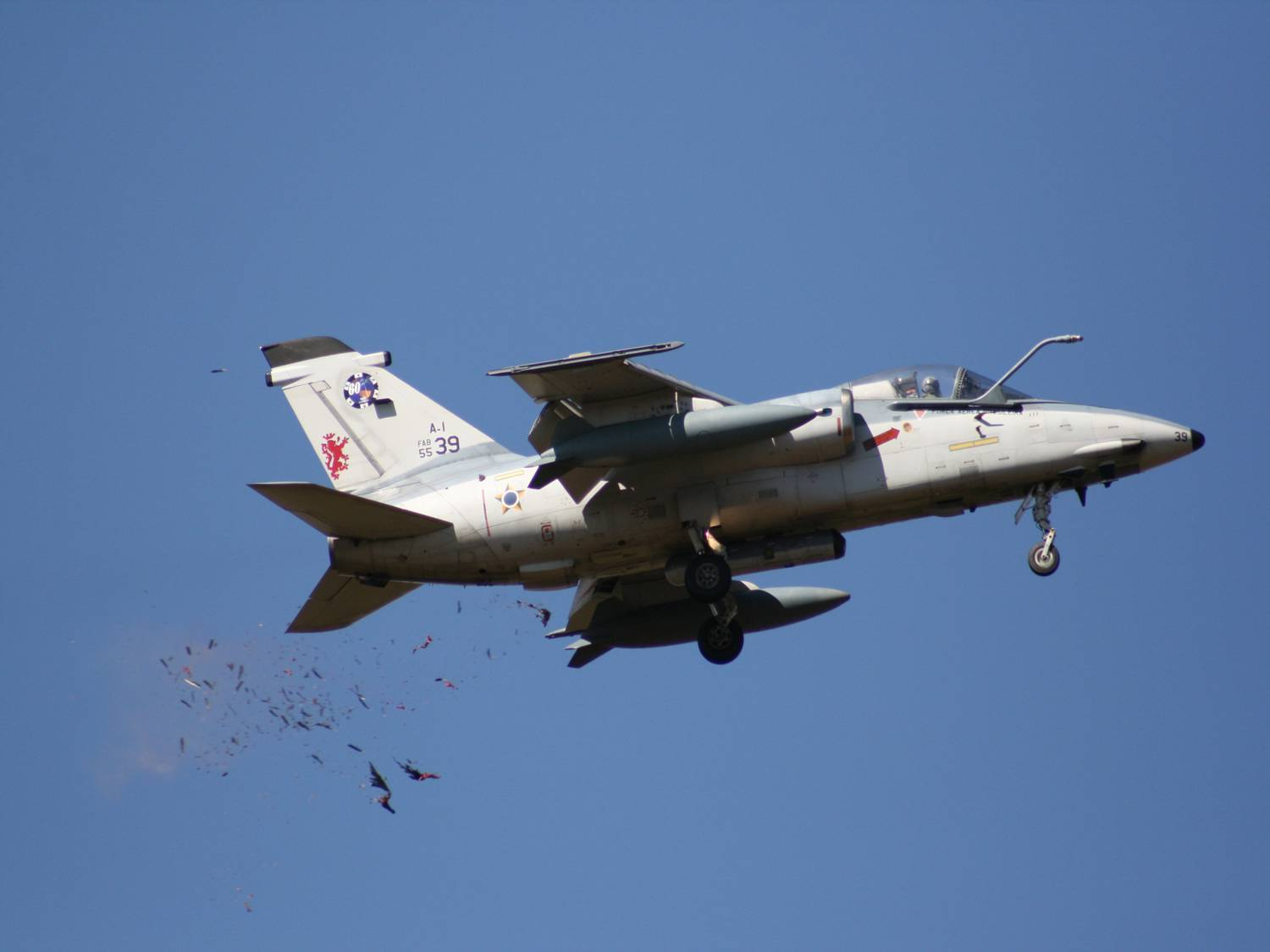
Un AMX International AMX de la Force aérienne brésilienne lors d'une collision aviaire.

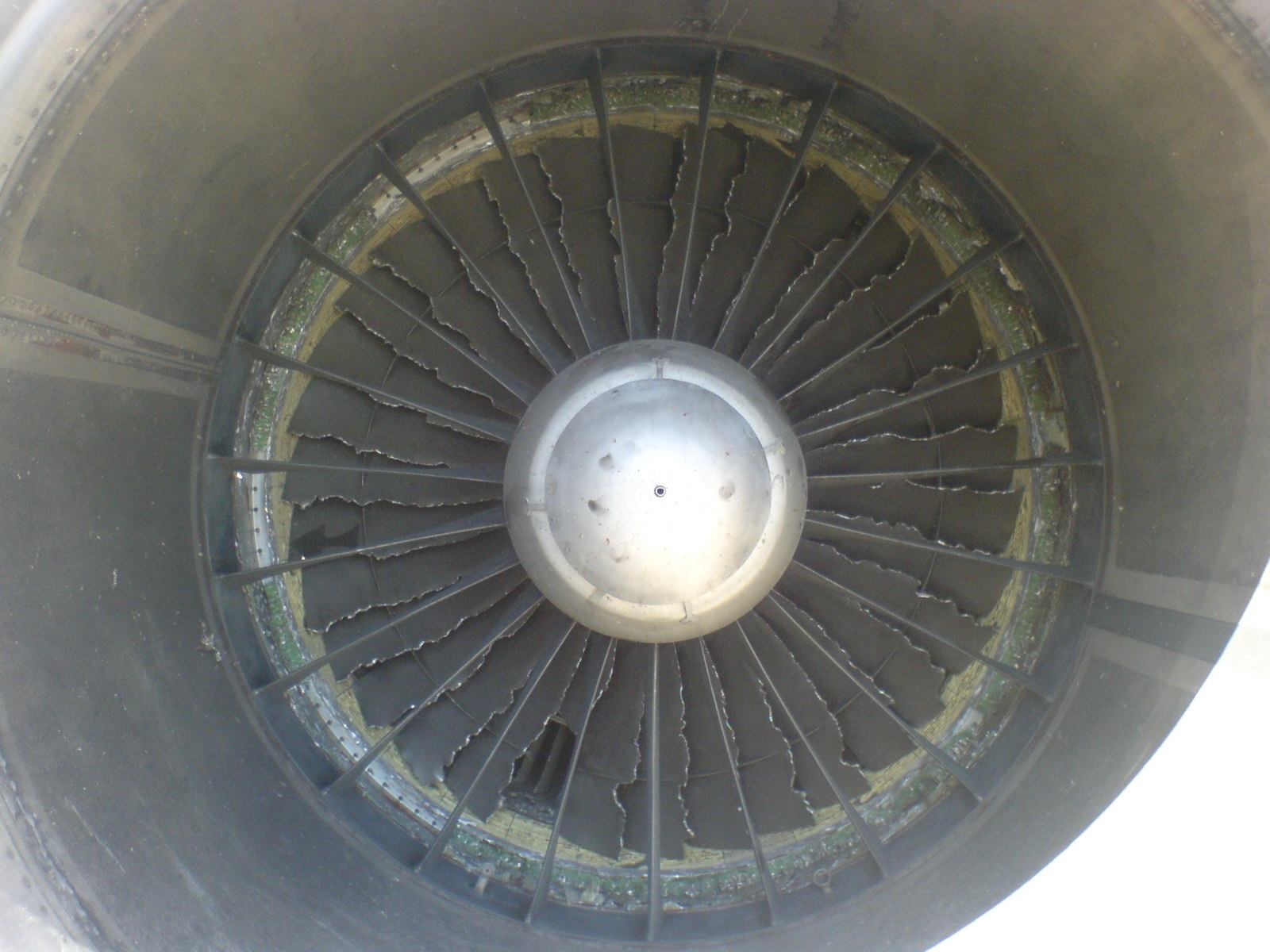
Vue des ailettes d'un turboréacteur Pratt & Whitney JT8D après l'impact d'un oiseau.

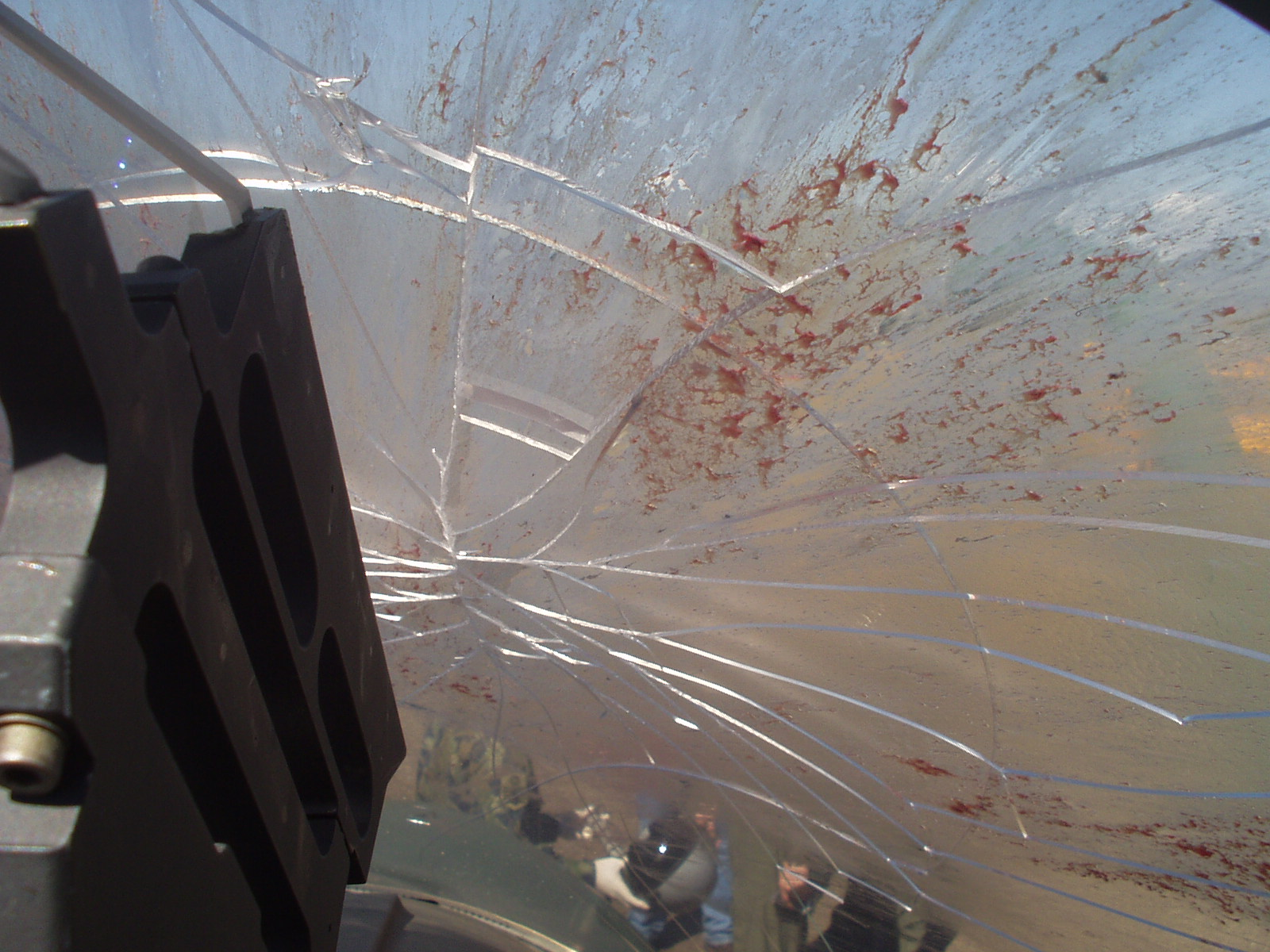
Vue depuis l'intérieur du cockpit de l'AMX.

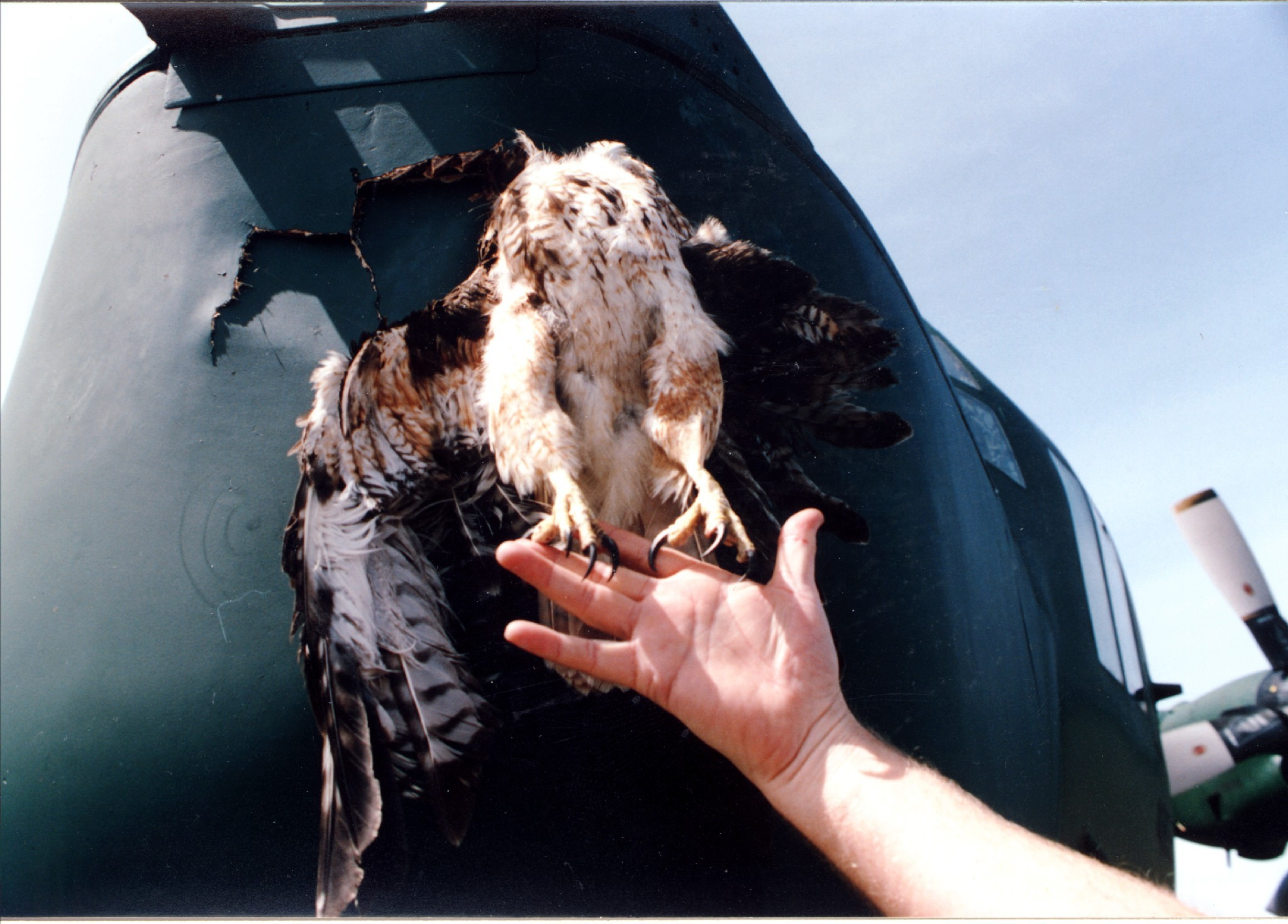
Un faucon encastré dans le nez d'un Lockheed C-130 Hercules.

Le premier crash d'un avion dû à une collision en vol avec un oiseau date de 1912 : une mouette s'était encastrée dans les commandes de vol et avait bloqué les câbles. Depuis, l'augmentation importante du trafic aérien a conduit à de nombreuses collisions : entre 1990 et 1998, environ 22 000 collisions entre avions et oiseaux ont été enregistrées aux États-Unis. Entre 1950 et 1999, les armées de 32 pays totalisent 286 accidents aériens liés aux oiseaux et ayant entraîné la perte de l'appareil ou la mort d'au moins un membre d'équipage. L'US Air Force enregistre en moyenne 2 500 collisions par an. Entre 1985 et 2016, les collisions aviaires ont provoqué la destruction de 27 appareils et à la mort de 36 aviateurs de l'USAF, et les 418 événements provoqués par des animaux entre 2011 et 2017 ont coûté 182 millions de dollars à cette armée.
L'aviation civile américaine comptabilise plus de 5 000 collisions en 1999. L'établissement de statistiques fiables est difficile, car la plupart des accidents ne sont pas signalés par les pilotes.
L'International Bird Strike Committee rapporte que 75 % des collisions entre un aéronef et un oiseau ont lieu à une altitude inférieure à 500 pieds. Le FAA wildlife hazard management manual de 2005 indique que 8 % des cas de collision ont lieu au-dessus de 900 mètres, et 61 % à une altitude inférieure à 30 mètres. Les phases d'atterrissage et de décollage présentent en particulier un risque élevé : l'Organisation de l'aviation civile internationale rapporte que 90 % des cas de collisions enregistrés ont lieu aux abords d'un aéroport. Néanmoins, le record d'altitude pour une telle collision est de 37 000 pieds (11 277 m). Des vols d'oies à tête barrée ont ainsi été observés à des altitudes dépassant les 10 000 mètres.
La force de l'impact dépend de la masse du volatile, de la différence de vitesse entre lui et l'avion et de la direction de l'impact. L'énergie cinétique mise en œuvre augmente par le carré de la différence de vitesse. L'énergie d'un oiseau de 5 kg volant avec une différence de vitesse de 275 km/h est équivalente à l'énergie développée lors de l'impact d'un poids d'1 tonne tombant d'une hauteur de 3 mètres.
Le point d'impact est généralement situé sur le nez de l'appareil, les bords d'attaque des ailes, et les réacteurs. Les cas d'ingestion d'un volatile par un réacteur sont facilités par l'effet d'aspiration présent à l'avant du réacteur, et peuvent présenter des conséquences graves, du fait de la vitesse élevée de rotation des ailettes du compresseur, qui atteignent leur vitesse maximale pendant la phase de décollage. Si le corps du volatile provoque le déplacement ou la rupture d'une ailette, elle peut entraîner une rupture en cascade des autres ailettes et projeter des éclats métalliques dans le réacteur et les ailes. Les conséquences peuvent être dans ce cas une perte partielle ou totale de la propulsion du réacteur, et un début d'incendie. Si la projection des éclats provoque des dommages importants sur l'aile ou la structure d'attache du réacteur, elle peut entraîner son détachement. Si les éclats percent les réservoirs situés dans les ailes, ils entraînent une fuite de carburant qui peut s'enflammer. Si les éclats endommagent les circuits hydrauliques ou électriques, provoquent un blocage mécanique des volets ou des ailerons, ils peuvent entraîner une perte importante de la manœuvrabilité de l'appareil.
La plupart des impacts ont lieu lors des phases d'atterrissage et de décollage, et une perte de propulsion d'un ou plusieurs réacteurs dans ces phases critiques, à faible altitude et faible vitesse, laisse très peu de marge de manœuvre au pilote, et peut entraîner un accident.

## Prévention du risque aviaire
Ce risque est principalement localisé à basse altitude, durant les phases de décollage et d'atterrissage. La prévention de ce risque consiste à réduire la présence d'oiseaux dans les alentours des aéroports. Les moyens mis en œuvre pour lutter contre ce risque sont les battues, la chasse réglementée, des alarmes sonores ou l'élevage de prédateurs naturels comme les rapaces spécialement dressés.
Le service technique de l’aviation civile française et chargé de la prévention des risques aviaires, explique que « L’Organisation mondiale de l’aviation civile préconise trois méthodes. [...]La première consiste à diffuser des cris d’oiseaux en détresse par haut-parleurs. La deuxième, à utiliser les fusées détonantes et crépitantes. Et enfin, en dernier ressort, à purement et simplement tirer au vol les espèces d’oiseaux autorisées par la préfecture. »
La prévention du risque aviaire a également conduit à des tentatives de gestion de l'environnement, afin de rendre l'écosystème des abords des pistes moins attractifs pour les espèces aviaires locales. L'étude de la faune locale permet d'établir un recensement des espèces aviaires attirées par un écosystème aéroportuaire qui offre aux oiseaux un espace naturel protégé et constitue un lieu de halte pour les espèces migratrices. L'ensemble des espèces relevées ne présente néanmoins pas un danger pour le trafic aérien, le risque aviaire ne concernant que les espèces de grande taille ou au comportement grégaire. Les espèces présentant un danger sont par exemple les vanneaux, les mouettes, les goélands et les milans noirs, qui peuvent provoquer des dégâts importants lorsqu'ils sont aspirés par un réacteur. Les rapaces présentent également un risque important, et ils sont impliqués dans plus de la moitié des cas de collisions. Un relevé des populations aviaire à risque permet, par la connaissance de leurs habitudes, d'essayer de modifier l'environnement des aéroports pour le rendre moins attractif pour ces espèces. « Nous procédons, par exemple, à une tonte haute, entre 10 et 20 cm, pour empêcher les oiseaux de se poser au sol. Nous recourons aussi au compactage pour chasser les mulots qui constituent traditionnellement des proies de choix pour les rapaces », explique Patrick Dambonville, chargé de la gestion des abords de l'aéroport Lyon-Saint Exupéry.
La plupart des aéroports d'Espagne sont équipés d'un groupe de rapaces, afin d'éloigner des pistes les moineaux, les pigeons, etc. À l'aéroport de Madrid-Barajas, quatre équipes de deux fauconniers patrouillent près des quatre pistes, répondant aux appels de la tour de contrôle lorsque celle-ci détecte la présence d'oiseaux. Jésus Rero, fauconnier à Barajas depuis 37 ans, explique que : « C'est la méthode la plus efficace pour chasser les vols d'oiseaux qui pourraient percuter la carlingue ou pénétrer dans les réacteurs des avions. Les oiseaux s'habituent à tous les autres systèmes, les ultrasons ou les alarmes, alors que les rapaces sont leurs ennemis naturels et leur feront toujours peur. »
Au Canada, l'aviation civile recommande la capture des oiseaux à l'aide de pièges. Les pièges à capture vivante et les pièges à rapaces servent à la capture des individus, qui sont ensuite tués ou relâchés loin des aéroports. Ce type de prévention est coûteux en temps et financièrement, et il est généralement réservé aux espèces protégées ou auquel l'opinion publique s'intéresse. Les espèces concernées sont essentiellement les pigeons et moineaux domestiques, et pour les rapaces : les buses, faucons et hiboux.

## Construction aéronautique

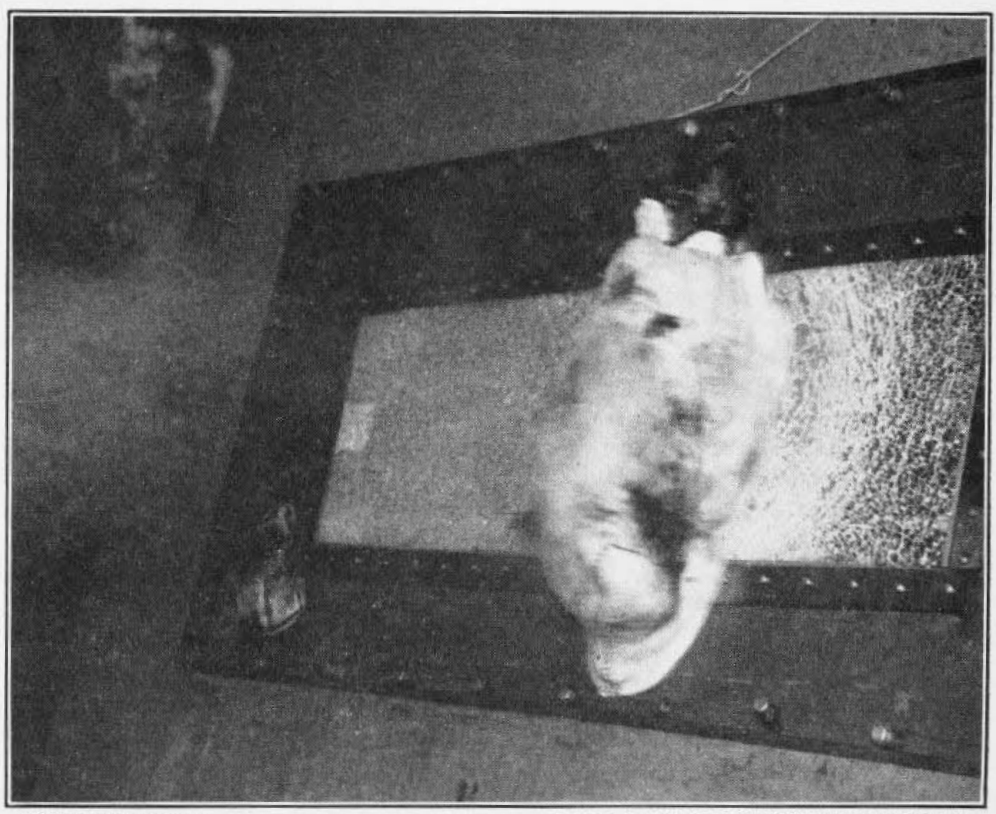
Photographie présentant un test de collision sur un pare-brise, datée du 1er mai 1943.

La fréquence relativement élevée des collisions en vol entre aéronefs et oiseaux a conduit à l'intégration de ce facteur dans la construction aéronautique. La plupart des carlingues d'aéronefs à usage commercial ou militaire sont réalisées afin d'être suffisamment résistantes au choc consécutif à l'impact d'un oiseau. Les zones de faiblesse de l'appareil à ce type de dégâts sont essentiellement la verrière du cockpit à l'avant de l'appareil qui peut subir un impact direct, et les réacteurs qui peuvent aspirer un oiseau, au risque de provoquer l'éclatement des ailettes du compresseur d'un turboréacteur.
La plupart des réacteurs équipant les grands avions de ligne sont spécifiquement construits et testés pour s'assurer qu'ils sont capables d'être correctement éteints après l'ingestion d'un oiseau. Il n'est pas possible actuellement de garantir que le réacteur restera apte à continuer à fonctionner correctement après un tel impact, mais seulement d'arrêter son fonctionnement et de réussir à maîtriser un départ de feu. Les réacteurs doivent passer plusieurs tests assurant qu'ils répondent à ces conditions pour l'ingestion d'un oiseau d'un poids maximal de 1,8 kg (4 lbs).
Afin d'être qualifiée pour le vol, la structure des appareils testés doit démontrer sa capacité à résister à l'impact d'un oiseau de 1,8 kg à une vitesse proche de la vitesse de croisière de l'appareil testé, et de 3,6 kg pour l'empennage de queue. De même, les parties vitrées du cockpit, généralement en plexiglas, doivent démontrer leur capacité à résister à l'impact d'un oiseau de 1,8 kg, sans projeter d'éclats à l'intérieur du cockpit.
Les tests de collision sont effectués dans des simulateurs spécialement conçus. Pendant une période, ces tests nécessitaient l'utilisation d'un canon pneumatique au fonctionnement proche d'un lance-patate, pour projeter la carcasse d'un oiseau sur la partie testée. Ces canons étaient généralement désignés comme des « canons à poulets » et aptes à propulser leurs projectiles à une vitesse approximative de 700 km/h. Plus tard, les carcasses de volatiles ont été remplacées par des blocs de densité équivalente, généralement en gélatine. La plupart des tests sont aujourd'hui effectués à l'aide de simulations informatiques, et un test final physique.

## Stratégie d'évitement
L'aspiration d'un volatile par un ou plusieurs moteurs, ou la réduction de la visibilité lors d'un impact sur le cockpit, sont des exercices fréquents lors des entraînements en simulateur, formant les pilotes aux procédures d'urgence consécutives telles que : détection des pannes, extinction du moteur, contrôle de l'incendie, et autres mesures conduisant à un atterrissage d'urgence avec perte de propulsion d'un ou plusieurs moteurs.
Néanmoins, aucune agence de régulation n'impose actuellement un entraînement spécifique des pilotes dans le but d'éviter ou de réduire la force d'impact lors de la collision. Des mesures de prévention peuvent réduire le risque aviaire, notamment en établissant un plan de vol évitant les routes migratoires connues, les réserves naturelles, les estuaires, etc., qui sont des sites susceptibles de présenter une forte concentration d'oiseaux. Si un vol d'oiseaux est détecté, l'augmentation de l'altitude de l'appareil peut réduire le risque d'impact, la très grande majorité des accidents ayant lieu à une altitude inférieure à 3 000 pieds. La réduction préventive de la vitesse est également susceptible de réduire l'énergie cinétique développée lors de l'impact.
L'agence militaire américaine US Military Aviation Hazard Advisory System a mis en place une stratégie d'évitement (Bird Avoidance Model), à partir de données collectées par la Smithsonian Institution, un historique des collisions enregistrées et la détection radar des activités des oiseaux. Avant le décollage, les pilotes de l'USAF procèdent à une vérification de l'activité aviaire sur leur route, et modifient leur plan de vol en conséquence. Dès la première année de mise en application obligatoire de cette procédure de pré-vol, l'USAF Air Combat Command  enregistra une baisse de 70 % des collisions en vol avec un oiseau.
TNO, un institut de recherche et développement néerlandais, a mis au point le ROBIN (Radar Observation of Bird Intensity) pour l'armée de l'air Royale des Pays-Bas. Cet outil agrège l'ensemble des données issues des radars au sol, et détecte les activités aviaires. Il permet ensuite à la tour de contrôle d'informer les pilotes en phase d'atterrissage ou de décollage en cas de risque de collision. Cet outil a également permis une meilleure connaissance des comportements des oiseaux au voisinage des aéroports concernés, conduisant à la modification des plans de vol en fonction de la saison et des régions. Depuis l'implantation de ce système, l'armée de l'air royale des Pays-Bas enregistre une baisse de 50 % des collisions aux alentours de ses aéroports.